# Xylota flavitarsis
Xylota flavitarsis är en tvåvingeart som beskrevs av Macquart 1846. Xylota flavitarsis ingår i släktet vedblomflugor, och familjen blomflugor. Inga underarter finns listade i Catalogue of Life.